# Thamnosophis lateralis
Thamnosophis lateralis je druh hada patřící do čeledi Lamprophiidae. Druh popsali André Marie Constant Duméril, Gabriel Bibron a Auguste Duméril roku 1854. Řadí se do rodu Thamnosophis, třebaže mezi lety 2007–2008 byl krátce veden jako člen rodu Bibilava (bibi znamená zvíře a lava dlouhý, jedná se o malgašské pojmenování).  Thamnosophis lateralis obývá široce ostrov Madagaskar, nevyskytuje se pouze v jeho nejjižnějších částech a rovněž nežije v části západního Madagaskaru. Žije v nezalesněných areálech.
Thamnosophis lateralis představuje typový druh svého rodu. Pro tyto hady platí, že maximální délka se může vyšplhat na 92 cm, samice by při tom měly být větší než samci. Zornice jsou kulaté. Tento druh se živí především žábami. Z 22. ledna 2007 pochází z madagaskarské oblasti Torotorofotsy záznam o tom, že zabil a pozřel jedovatou mantelu zlatou, přičemž nevykazoval známky otravy.
Populace druhu je velká a stabilní a nejsou známy žádné hrozby. Mimoto se Thamnosophis lateralis vyskytuje v řadě chráněných oblastí. Z tohoto důvodu jej Mezinárodní svaz ochrany přírody řadí mezi málo dotčené druhy.